# Wilhelm Chwałek
Wilhelm Chwałek (ur. 9 października 1888 w Dębicy, zm. 19 lutego 1965 w Przeworsku) – inżynier, geodeta, harcerz.

## Życiorys
Urodził się 9 października 1888 w Dębicy. W 1907 ukończył z wyróżnieniem Wyższą Szkołę Realną w Tarnowie, a w 1910 również z wyróżnieniem Wydział Geodezji Szkoły Politechnicznej we Lwowie. W 1921 ukończył Wyższy Kurs Politechniczny na Wydziale Komunikacji we Lwowie. W 1920 przeniósł się do Przeworska. 15 lipca 1920 złożył przysięgę mierniczego. Prowadził prywatną kancelarię geodezyjną i wykonywał prace pomiarowe, komasacyjne, zlecane przez sądy, komisarzy gruntowych oraz osoby prywatne.
Był współzałożycielem Związku Harcerstwa Polskiego w Przeworsku (został pierwszym komendantem i funkcję tę pełnił z krótką przerwą do wybuchu II wojny światowej) i współzałożycielem Towarzystwa Gimnastycznego „Sokół” w Przeworsku.
Był jednym ze współautorów projektu planu sytuacyjnego budynku Towarzystwa Gimnastycznego „Sokół”, zatwierdzonego do realizacji 2 września 1916, w którym urządzono Teatr Kinematograficzny.
Ponadto zajmował się parcelacją folwarków i dóbr Ordynacji Zamoyskich, majątków Bór, Międzywieś i Kiczyce w pow. cieszyńskim, gminy Sietesz, Jagiełły w pow. przeworskim, gmin Rudka, Cieplice i Dobra w pow. jarosławskim. W 1937 wykonał parcelację dóbr Ordynacji Przeworskiej Lubomirskich, wsi: Gorliczyna, Maćkówka, Nowosielce, Gać, Aleksandrów. Rok później opracował plany podstawowe miasta Przeworska.
W 1939 na zlecenie Okręgowej Kolei Żelaznej we Lwowie przeprowadził pomiary kontrolne linii kolejowej Lwów – Kraków, Przeworsk – Rozwadów i Przeworsk – Dynów. Wilhelm Chwałek był działaczem Związku Mierniczych Rzeczypospolitej Polskiej.
W 1950 rozpoczął pracę w Państwowym Przedsiębiorstwie Fotogrametrii i Kartografii w Krakowie Wydział Zamiejscowy w Rzeszowie, początkowo jako kierownik zespołu, następnie kierownik wydziału. W latach 1953–1959 prowadził Eksternistyczne Technikum Geodezyjne dla pracowników przedsiębiorstwa. W latach 1956–1962 wykładał przedmioty zawodowe (fotogrametrię) w Technikum Geodezyjnym w Jarosławiu.
Zmarł 19 lutego 1965. Został pochowany na Starym Cmentarzu w Przeworsku.